# Erwin Belakowitsch
Erwin Belakowitsch (* 1976 in Salzburg) ist ein österreichischer Opern-, Operetten- und Konzertsänger (lyrischer Bariton).

## Leben
Erwin Belakowitsch war Solist bei den Wiener Sängerknaben. An der Universität für Musik und darstellende Kunst Wien studierte er Gesang bei Ralf Döring sowie Oratorium und Lied bei Robert Holl. Zusätzlich belegte er  Meisterkurse bei Brigitte Fassbaender.
Im Alter von 22 Jahren debütierte Erwin Belakowitsch als Papageno (Die Zauberflöte) am Niederösterreichischen Landestheater. Seine Karriere führte ihn u. a. an die Wiener Kammeroper, das Stadttheater Baden bei Wien, das Schönbrunner Schlosstheater, zu den Schlossfestspielen Haindorf und das Wiener Künstlerhaus. Erwin Belakowitsch unternahm Gastspielreisen nach Korea, Russland, Südamerika, Polen und Japan.
Von 2002 bis 2006 war Erwin Belakowitsch Ensemblemitglied am Ulmer Theater. Er debütierte als Figaro (Il barbiere di Siviglia). Weitere Partien: Dandini (La Cenerentola), Ubaldo (Armide), Guglielmo (Così fan tutte), Don Giovanni (Don Giovanni), Silvio (Pagliacci), Orpheus (Orpheus in der Unterwelt) u. a.
Von 2006 bis 2010 war Erwin Belakowitsch am Meininger Theater engagiert. Partien: Danilo (Die lustige Witwe), Sandor di Luzzano (Mona Lisa), Freddy (My fair Lady), Josef (Wiener Blut), Marcello (La Bohème), Kilian (Der Freischütz), Marius (Les Misérables), Belcore (L’elisir d’amore), Ein Cappadozier (Salome), Fleville (Andrea Chénier), Mamma Agata (Viva la Mamma), Tony (West Side Story) u. a.
In mehr als sechzig Rollen aus Oper, Operette, Musical und Schauspiel gastierte er an den Staatstheatern Gärtnerplatztheater München, Schwerin und Kassel, an den Theatern Regensburg, Münster, Luzern, Gießen, Magdeburg, am Tiroler Landestheater, am Vorarlberger Landestheater, den Vereinigten Bühnen Bozen, dem Stadttheater Klagenfurt, dem Schauspielhaus Wien, bei den Bregenzer Festspielen und den Seefestspielen Mörbisch.

## Auszeichnungen/Preise
- 1998: 2. Preis "Ferruccio Tagliavini-Belcantowettbewerb", Österreich, Juryvorsitz Luigi Alva
- 1998: 3. Preis "Jugend musiziert", Österreich, Juryvorsitz Walter Berry
- 1999: 2. Preis "Palma d'Oro-Liedwettbewerb", Ligurien/Italien
- 2000: 2. Preis "Nico Dostal-Operettenwettbewerb", Österreich
- 2007: "Ulrich-Burkhardt-Förderpreis" Meiningen. Der Preis wird jährlich vom Verein Meininger Theaterfreunde e. V. an den besten Nachwuchskünstler verliehen.
- 2007: 1. Preis "7. Internationaler Joseph Suder-Liedwettbewerb" Nürnberg
2002: Finalist "Robert Stolz-Operettenwettbewerb" Hamburg
- 2010: 1. Preis "17. Internationaler Johannes-Brahms-Wettbewerb" Pörtschach